# August Kundt
August Adolph Eduard Eberhard Kundt (ur. 18 listopada 1839 w Schwerinie, zm. 21 maja 1894 w Israelsdorfie koło Lubeki) – niemiecki fizyk, profesor uniwersytetów  w Würzburgu Strasburgu i w Berlinie.
W 1866 roku podał metodę wyznaczania prędkości dźwięku w ciałach stałych i gazach za pomocą tzw. rury Kundta. Prowadził badania z zakresu akustyki, dyspersji światła oraz magnetooptyki. W 1893 otrzymał Pour le Mérite za Naukę i Sztukę.